# 小俄羅斯 (倫敦)
小俄罗斯（英語：Little Russia）是英国北伦敦哈林蓋自治市托特納姆的街区，坐落于該自治市的北部邊陲地帶，毗邻埃德蒙顿，街區範圍主要包括比勒陀利亚路、德班路和洛伦科路（即银街和白鹿巷之间的地上鐵鐵道以西）。

## 備注
1. ↑  英語：
2. ↑  英語：
3. ↑  英語：